# Fernán-Núñez
Fernán-Núñez ist eine Stadt mit 9.638 Einwohnern (Stand: 2024) in der Provinz Córdoba in Andalusien.

## Lage
Die Gemeinde Fernán Núñez liegt in der Region Campiña de Córdoba in der Senke des Guadalquivir. Sie wird von den Gemeinden Córdoba, Montemayor und La Rambla begrenzt.

## Wirtschaft
Die Hauptwirtschaftszweige sind Landwirtschaft und Bauwesen. Der Anbau von Weizen, Sonnenblumen und, in geringerem Umfang, Oliven. Außerdem gehört ein Teil seiner Anbauflächen zur Herkunftsbezeichnung des Weins Montilla-Moriles.

## Bevölkerungsentwicklung
| Bevölkerung | Bevölkerung | Bevölkerung | Bevölkerung | Bevölkerung | Bevölkerung | Bevölkerung | Bevölkerung | Bevölkerung | Bevölkerung |
| 1842        | 1900        | 1950        | 1960        | 1970        | 1980        | 1990        | 2000        | 2010        | 2020        |
| ----------- | ----------- | ----------- | ----------- | ----------- | ----------- | ----------- | ----------- | ----------- | ----------- |
| 5.652       | 6.240       | 12.225      | 12.065      | 9.730       | 8.885       | 9.320       | 9.389       | 9.802       | 9.670       |